# 공초문학상
공초문학상(空超文學賞)은 공초 오상순을 기리기 위해 1993년 제정됐고, 공초숭모회와 서울신문사가 주관하고 있다.

## 수상 자격
등단 20년 이상인 시인이 수상할 수 있다.

## 역대 수상자.수상작
| 회   | 수상년도 | 수상작                         | 저자   |
| ---- | -------- | ------------------------------ | ------ |
| 1회  | 1993년   | ??                             | 이형기 |
| 2회  | 1994년   | 꿈의 물감                      | 박남수 |
| 3회  | 1995년   | 낙법                           | 홍윤숙 |
| 4회  | 1996년   | 호박덩이                       | 김여정 |
| 5회  | 1997년   | 달항아리                       | 박제천 |
| 6회  | 1998년   | 어머니와 할머니의 실루엣       | 신경림 |
| 7회  | 1999년   | 집만이 집이 아니고             | 오세영 |
| 8회  | 2000년   | 나무토막                       | 이탄   |
| 9회  | 2001년   | 순금(純金)                     | 정진규 |
| 10회 | 2002년   | 풀, 풀2                        | 김종해 |
| 11회 | 2003년   | 절, 그 언저리                  | 김지하 |
| 12회 | 2004년   | 경청                           | 정현종 |
| 13회 | 2005년   | 마음의 달                      | 천양희 |
| 14회 | 2006년   | 마음과 얼굴                    | 성찬경 |
| 15회 | 2007년   | 오체투지                       | 이수익 |
| 16회 | 2008년   | 아지랑이                       | 조오현 |
| 17회 | 2009년   | 헛 눈물                        | 신달자 |
| 18회 | 2010년   | 백비(白碑)                     | 이성부 |
| 19회 | 2011년   | 나는 아직 낙산사에 가지 못한다 | 정호승 |
| 20회 | 2012년   | 나무에 기대어                  | 도종환 |
| 21회 | 2013년   | 불타는 말의 기하학             | 유안진 |
| 22회 | 2014년   | 무제 시편 11                   | 고은   |
| 23회 | 2015년   | 오아시스의 거간꾼              | 김윤희 |
| 24회 | 2016년   | 돌멩이                         | 나태주 |
| 25회 | 2017년   | 지는 꽃                        | 김후란 |
| 24회 | 2016년   | 돌멩이                         | 나태주 |
| 26회 | 2018년   | 멀고 먼 길                     | 김초혜 |
| 27회 | 2019년   | 거리                           | 유자효 |